# 1044
 Năm 1044 là một năm trong lịch Julius. 